# تپه غلامعلی بگ
تپه غلامعلی بگ مربوط به دوره اشکانیان - دوره ساسانیان است و در شهرستان روانسر، بخش مرکزی، دهستان حسن‌آباد، ۷۰۰ متری جنوب و جنوب شرق روستای غلامعلی بگ واقع شده و این اثر در تاریخ ۱۵ دی ۱۳۸۷ با شمارهٔ ثبت ۲۴۰۹۱ به‌عنوان یکی از آثار ملی ایران به ثبت رسیده است.